# Potkrajci, Bijelo Polje
Potkrajci este un oraș din comuna Bijelo Polje, Muntenegru. Conform datelor de la recensământul din 2003, orașul are 1915 de locuitori (la recensământul din 1991 erau 1854 de locuitori).

## Demografie
În orașul Potkrajci locuiesc 1296 de persoane adulte, iar vârsta medie a populației este de 30,9 de ani (30,7 la bărbați și 31,1 la femei). În localitate sunt 453 de gospodării, iar numărul mediu de membri în gospodărie este de 4,23.
Populația localității este foarte eterogenă.
|  |

| Demografie | Demografie | Demografie |
| An         | Locuitori  | Locuitori  |
| ---------- | ---------- | ---------- |
|            |            |            |
|            |            |            |
|            |            |            |
|            |            |            |
| 1948       | 485        |            |
| 1953       | 478        |            |
| 1961       | 529        |            |
| 1971       | 814        |            |
| 1981       | 1291       |            |
| 1991       | 1854       | 1821       |
| 2003       | 2067       | 1915       |

| \| Componența etnică conform recensământului din 2003[2] \| Componența etnică conform recensământului din 2003[2] \| Componența etnică conform recensământului din 2003[2] \| Componența etnică conform recensământului din 2003[2] \| Componența etnică conform recensământului din 2003[2] \| \| ----------------------------------------------------- \| ----------------------------------------------------- \| ----------------------------------------------------- \| ----------------------------------------------------- \| ----------------------------------------------------- \| \| \| \| \| \| \| \| Sârbi \| Sârbi \| \| 670 \| 34,98% \| \| Bosniaci \| Bosniaci \| \| 660 \| 34,46% \| \| Muntenegreni \| Muntenegreni \| \| 265 \| 13,83% \| \| Musulmani \| Musulmani \| \| 264 \| 13,78% \| \| Romi \| Romi \| \| 29 \| 1,51% \| \| Rusi \| Rusi \| \| 1 \| 0,05% \| \| necunoscută \| necunoscută \| \| 19 \| 0,99% \| |              |  |     |        |
| Componența etnică conform recensământului din 2003 |              |  |     |        |
| |              |  |     |        |
| Sârbi | Sârbi        |  | 670 | 34,98% |
| Bosniaci | Bosniaci     |  | 660 | 34,46% |
| Muntenegreni | Muntenegreni |  | 265 | 13,83% |
| Musulmani | Musulmani    |  | 264 | 13,78% |
| Romi | Romi         |  | 29  | 1,51%  |
| Rusi | Rusi         |  | 1   | 0,05%  |
| necunoscută | necunoscută  |  | 19  | 0,99%  |